# Acymatopus longisetosus
Acymatopus longisetosus är en tvåvingeart som beskrevs av Sadao Takagi 1965. Acymatopus longisetosus ingår i släktet Acymatopus och familjen styltflugor. Inga underarter finns listade i Catalogue of Life.